# 東錦栄三郎
東錦 栄三郎（あずまにしき えいざぶろう、1940年10月2日 - 1994年11月9日）は、東京都新宿区西新宿出身で高砂部屋に所属した大相撲力士。本名は星野 栄三郎（ほしの えいざぶろう）。現役時代の体格は173cm、132kg。最高位は東前頭15枚目（1962年9月場所）。得意手は左四つ、吊り、寄り。

## 来歴・人物
実家は豚カツ屋で、兄2人は共に明治大学付属中野高校から明治大学に進学し、野球で活躍。三男の栄三郎も、中学校卒業後は兄達と同じ高校に進学するつもりであった。だが、栄三郎の体躯の良さに目を付けた高砂部屋の幕内力士・藤田山が同部屋の横綱・東富士（後、年寄・錦戸）に彼の事を伝え、東富士の再三に亘る勧誘もあって高校進学を諦める事になった。
1956年春、高砂部屋へ入門し、同年5月場所にて初土俵。因みに同期の初土俵組には、後の関脇・海乃山や前頭筆頭の大雄などがいる。当初の四股名は、本名でもある「星野」（その後、1957年1月より、東富士に因んだ「東錦」へ四股名を改めている）。
以来、比較的順調に番付を上げ、1962年3月場所で十両に昇進。そして、十両を3場所連続勝ち越しで突破し、同年9月場所にて入幕を果たした。大きな腹を活かした吊り、寄りが得意であった。
だが幕内では苦戦し、常錦や星甲らには勝ったが3勝12敗と大きく負け越して、1場所で幕内の座から陥落。
以後は29場所連続で十両に在位し、1966年1月場所では11勝4敗の好成績で十両優勝を果たしたが、遂に2度目の入幕は叶わなかった。
5年8ヵ月ぶりに幕下へ下がった1967年9月場所では初日から休場し、この場所を以って26歳で引退。
引退後は角界に残らず、家業である豚カツ屋の経営に従事したという。
1994年11月9日、死去。享年54。

## 主な成績
- 通算成績：375勝352敗13休 勝率.516
- 幕内成績：3勝12敗 勝率.200
- 現役在位：66場所
- 幕内在位：1場所
- 各段優勝
  - 十両優勝：1回（1966年1月場所）

### 場所別成績
| | 一月場所 初場所（東京） | 三月場所 春場所（大阪） | 五月場所 夏場所（東京） | 七月場所 名古屋場所（愛知） | 九月場所 秋場所（東京） | 十一月場所 九州場所（福岡） |
| --- | ----------------------- | ----------------------- | ----------------------- | --------------------------- | ----------------------- | --------------------------- |
| 1956年 （昭和31年） | x                       | x                       | （前相撲）              | x                           | 西序ノ口23枚目 4–4      | x                           |
| 1957年 （昭和32年） | 西序二段101枚目 3–5     | 西序二段105枚目 3–5     | 東序二段108枚目 6–2     | x                           | 西序二段49枚目 6–2      | 東序二段3枚目 6–2           |
| 1958年 （昭和33年） | 西三段目79枚目 3–5      | 東三段目82枚目 5–2      | 西三段目67枚目 4–4      | 東三段目63枚目 5–3          | 東三段目48枚目 4–4      | 西三段目46枚目 6–2          |
| 1959年 （昭和34年） | 西三段目28枚目 7–1      | 東幕下84枚目 5–3        | 東幕下76枚目 7–1        | 西幕下50枚目 6–2            | 西幕下38枚目 5–3        | 東幕下30枚目 5–3            |
| 1960年 （昭和35年） | 東幕下27枚目 5–3        | 西幕下19枚目 5–3        | 西幕下14枚目 3–5        | 西幕下20枚目 3–4            | 東幕下24枚目 4–3        | 西幕下20枚目 3–4            |
| 1961年 （昭和36年） | 東幕下25枚目 2–5        | 東幕下36枚目 4–3        | 東幕下28枚目 5–2        | 西幕下18枚目 4–3            | 西幕下14枚目 4–3        | 東幕下10枚目 5–2            |
| 1962年 （昭和37年） | 東幕下3枚目 6–1         | 東十両18枚目 9–6        | 東十両9枚目 8–7         | 東十両5枚目 11–4            | 東前頭15枚目 3–12       | 東十両8枚目 9–6             |
| 1963年 （昭和38年） | 西十両2枚目 4–5–6       | 西十両7枚目 6–9         | 東十両10枚目 9–6        | 東十両7枚目 6–9             | 東十両9枚目 7–8         | 西十両9枚目 6–9             |
| 1964年 （昭和39年） | 西十両11枚目 6–9        | 東十両15枚目 10–5       | 西十両7枚目 6–9         | 西十両10枚目 8–7            | 西十両6枚目 6–9         | 西十両8枚目 5–10            |
| 1965年 （昭和40年） | 東十両12枚目 6–9        | 東十両17枚目 7–8        | 東十両18枚目 9–6        | 西十両11枚目 9–6            | 東十両5枚目 5–10        | 西十両8枚目 5–10            |
| 1966年 （昭和41年） | 西十両15枚目 優勝 11–4  | 西十両5枚目 6–9         | 西十両8枚目 6–9         | 東十両11枚目 6–9            | 東十両15枚目 9–6        | 西十両6枚目 7–8             |
| 1967年 （昭和42年） | 西十両8枚目 7–8         | 東十両9枚目 10–5        | 西十両7枚目 6–9         | 東十両11枚目 4–11           | 東幕下3枚目 引退 0–0–7  |                             |
| 各欄の数字は、「勝ち-負け-休場」を示す。 優勝 引退 休場 十両 幕下 三賞：敢=敢闘賞、殊=殊勲賞、技=技能賞 その他：★=金星 番付階級：幕内 - 十両 - 幕下 - 三段目 - 序二段 - 序ノ口 幕内序列：横綱 - 大関 - 関脇 - 小結 - 前頭（「#数字」は各位内の序列） |                         |                         |                         |                             |                         |                             |

### 幕内対戦成績
| 力士名 | 勝数 | 負数 | 力士名 | 勝数 | 負数 | 力士名 | 勝数 | 負数 | 力士名 | 勝数 | 負数 |
| ------ | ---- | ---- | ------ | ---- | ---- | ------ | ---- | ---- | ------ | ---- | ---- |
| 宇多川 | 0    | 1    | 扇山   | 0    | 1    | 海乃山 | 0    | 1    | 大豪   | 0    | 1    |
| 玉嵐   | 0    | 1    | 羽黒山 | 0    | 1    | 星甲   | 1    | 0    | 宮ノ花 | 1    | 0    |
| 芳野嶺 | 0    | 1    | 若ノ海 | 0    | 1    |        |      |      |        |      |      |

## 改名歴
- 星野 栄三郎（ほしの えいざぶろう、1956年9月場所）
- 東錦 栄三郎（あずまにしき -、1957年1月場所-1967年9月場所）